# Gonomyia (Leiponeura) tergospinosa
Gonomyia (Leiponeura) tergospinosa is een tweevleugelige uit de familie steltmuggen (Limoniidae). De soort komt voor in het Afrotropisch gebied.